# Linia kolejowa E 59
Linia kolejowa E 59 stanowi fragment międzynarodowego ciągu transportowego z Malmö – Ystad do Wiednia, Budapesztu i Pragi. Jest to najkrótsze i najdogodniejsze połączenie Skandynawii z Europą Środkowo-Wschodnią i Bałkanami.
Linia E 59 jest objęta Umową europejską o głównych międzynarodowych liniach kolejowych (AGC), a także stanowi element Transeuropejskiej Sieci Transportowej (TEN-T) w skład, której wchodzą drogi i linie kolejowe, porty lotnicze, morskie, rzeczne, drogi wodne oraz terminale przeładunkowe.
Na terenie Polski w skład magistrali E 59 wchodzą:
- linia kolejowa nr 401 (Świnoujście - Szczecin Dąbie)
- linia kolejowa nr 351 (Szczecin Dąbie - Poznań Główny)
- linia kolejowa nr 271 (Poznań Główny - Wrocław Główny)
- linia kolejowa nr 132 (Wrocław Główny - Opole Groszowice)
- linia kolejowa nr 136 (Opole Groszowice - Kędzierzyn-Koźle)
- linia kolejowa nr 151 (Kędzierzyn-Koźle - Chałupki)